# Orthocladius pretorianus
Orthocladius pretorianus är en tvåvingeart som först beskrevs av Jean-Jacques Kieffer 1918.  Orthocladius pretorianus ingår i släktet Orthocladius och familjen fjädermyggor. Inga underarter finns listade i Catalogue of Life.